# Ribnik (Sotla)
Ribnik je desni pritok reke Sotla, mejne reke med Slovenijo in Hrvaško. 